# Idácio de Chaves

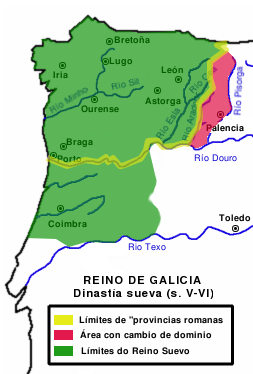
Mapa do Reino Suevo

Idácio de Chaves (Xinzo de Limia, c. 395 – depois de 468), também conhecido como Idácio de Límica, por ser natural da civitas romana de Forum Limicorum (actual Xinzo de Limia, na província galega de Ourense), foi um bispo e cronista galaico-romano do século V.

## Vida
Era filho de um funcionário do imperador romano Teodósio (ele mesmo seu conterrâneo, dado ser também de origem hispânica). Conheceu São Jerónimo no seu mosteiro de Belém numa peregrinação que fez a Jerusalém, cerca de 410; cerca de 417 fez-se clérigo, e em 427 foi consagrado bispo de Águas Flávias (a moderna Chaves), no reino suevo, cargo que deverá ter exercido até cerca de 460 (de resto é o único bispo que se conhece daquela cidade, que se julga que terá durado pouco enquanto diocese).
Deteve considerável influência política; tal como todos os bispos do seu tempo, era ele o verdadeiro senhor da cidade cabeça de diocese – não a podia abandonar, ao contrário dos senhores leigos, e era muitas vezes o seu defensor contra os invasores bárbaros.
Idácio assistiu aos últimos estertores do poder romano, cada vez mais nominal, sobre a Galécia, e ao triunfo dos Suevos pagãos na região, na qual se haviam estabelecido a partir de 411. Desde então que havia constantes fricções entre os Bárbaros e os Hispano-romanos autóctones.
Então, em 431, deslocou-se à Gália à frente de uma embaixada hispano-romana, a fim de requerer do general Flávio Aécio (então o mais importante general do Império Romano do Ocidente e representante do governo imperial na Gália, o qual viria a ser o vencedor de Átila, o Huno nos Batalha dos Campos Cataláunicos) auxílio contra os Suevos. Esse facto valeu aos Hispano-romanos a perseguição dos Bárbaros.
Outra sua preocupação foi extirpar as heresias, não apenas na sua diocese, mas em todo o solo hispânico; sabe-se que estabeleceu contactos frequentes com outros bispos importantes, como Turíbio de Astorga e Antonino de Mérida. Juntamente com Toríbio, solicitou ao Papa Leão I (440-461) ajuda e conselho para lidar com a heresia.
Embora Idácio caracterize os hereges da Hispânia como maniqueus, crê-se que na realidade ele se quisesse referir aos priscilianistas, seguidores do bispo e asceta hispânico Prisciliano, executado cerca de 385 por ordem do imperador Magno Máximo (383-388); a sua doutrina havia sido considerada herética em vários concílios regionais, e os seus seguidores ferozmente perseguidos.
Pouco mais conhecemos do resto da vida de Idácio; sabe-se no entanto que foi sequestrado e encarcerado por uns meses em 460 pelos seus inimigos, o que sugere que de facto teve importante papel na política interna do reino suevo.

## Obra
Idácio destacou-se também pela sua obra escrita. Tal como muitos outros na sua época, e à maneira de Jerónimo e de Eusébio de Cesareia, começou a escrever uma Crónica (chamada também de Cronicão), de grande interesse historiográfico (trata-se de resto a mais importante fonte para conhecer o século V peninsular e reconstruir o curso dos acontecimentos desse período obscuro); o género historiográfico estava então em grande voga entre os escritores cristãos, procurando-se adaptar os acontecimentos ocorridos à história bíblica e à Providência Divina.
Idácio inicia a sua Crónica com um prólogo dedicado a São Jerónimo e no qual descreve a dívida que tem para com ele; passa então à descrição dos vários acontecimentos ocorridos na Galecia entre o ano de 379 e o de 468 (julga-se que Idácio não terá tido oportunidade de terminar o seu trabalho, e por conseguinte, deve ter morrido nesse ano ou pouco depois, ao que parece na sua cidade natal de Límica). Na primeira parte (anos de 379 a 427) as suas informações derivam dos testemunhos de outros sujeitos; de 427 em diante, narra os eventos como sua testemunha directa. Fala sobretudo do reino suevo no qual vivia, na heresia de Prisciliano que então varria a Península, assim como a invasão e repartição da Península entre os Bárbaros (Alanos, Suevos, Vândalos e Visigodos).
Idácio teve acesso a várias fontes históricas e cronográficas (embora não possamos precisar exactamente quantas), e chegou a usar quatro sistemas cronológicos paralelos – o que causa, sobretudo na parte final da sua Crónica, grandes dúvidas quanto à datação correcta dos acontecimentos narrados. A narração dos acontecimentos tende a ser bastante sucinta para os primeiros anos, mas, à medida que vai avançando, oferece um número cada vez maior e mais completo de informações – não se trata de uma crónica típica, antes de uma cronografia orgânica permanentemente actualizada até à sua morte (sobretudo nos anos posteriores a 427, em que narra os factos per se).
Ao longo da Crónica, a principal preocupação de Idácio é demonstrar a dissolução da sociedade, e em particular a desagregação do próprio Império Romano na Hispânia. Pinta um quadro negro da vida do século V, que bem poderia advir da sua crença iminente no fim do Mundo, com a segunda vinda de Cristo – tal como relatado numa carta apócrifa do apóstolo Tomé que Idácio terá lido, e onde se dizia que o mundo acabaria em Maio de 482. Se Idácio realmente acreditava que estava a escrever a sua Crónica pouco antes do fim do Mundo, então não é de estranhar o pessimismo demonstrado na sua escrita.
Isso tê-lo-á levado, sem dúvida, a descrever de modo muito obscuro certos acontecimentos que constituem o verdadeiro clímax da sua narração – como por exemplo, o saque da capital sueva, Braga, no ano de 456, pelo rei visigodo Teodorico II (actuando este ao serviço do imperador romano Ávito).
Pelo seu estilo, esta obra constitui a primeira do género na Península, e antecede (se é que não inspirou) em cerca de cento e cinquenta anos a famosa Historia de regibus Gothorum, Vandalorum et Suevorum de Santo Isidoro de Sevilha.
São-lhe também atribuídos, embora com reservas, os "Fasti consulares" dos anos de 245 ab urbe condita 468, adicionados à Crónica em ocasião posterior.